# Diaethria nitens
Diaethria nitens är en fjärilsart som beskrevs av Charles Oberthür. Diaethria nitens ingår i släktet Diaethria och familjen praktfjärilar. Inga underarter finns listade i Catalogue of Life.